# Garden Island (Australie-Occidentale)
Pour les articles homonymes, voir Garden Island.

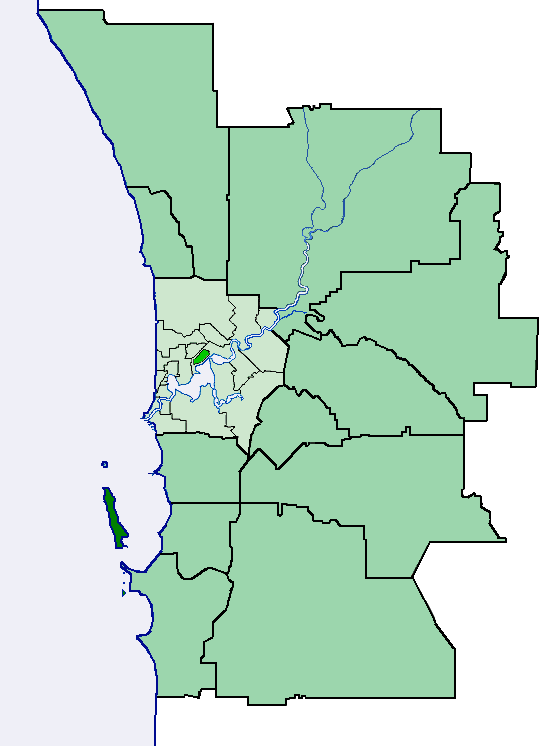
Garden Island, au large de Perth

Garden Island est une île étroite d'une dizaine de kilomètres de long et de un kilomètre et demi de large, située à environ 2,2 km au large du cap Péron, à proximité de Rockingham en Australie-Occidentale.  
Comme pour l'île Rottnest et l'île Carnac, il s'agit d'un affleurement de calcaire recouvert d'une mince couche de sable accumulé au cours d'une ère de baisse du niveau des mers.  Les Aborigènes Noongar disent avoir marché sur l'île au temps du rêve. 
À la fin de la dernière période glaciaire, le niveau de la mer a augmenté et l'île s'est trouvée coupée du continent. Au cours des sept derniers millénaires, l'île a vécu dans un relatif isolement. 
La plus grande base navale de la Marine royale australienne, la base navale de l'Ouest, également appelée HMAS Stirling (base navale de Stirling), est située sur les rives de la baie Carénage, sur la partie sud-est de l'île, face au  Cockburn Sound.

## Histoire
L'île était marquée mais son nom ne figurait sur les cartes néerlandaises en 1658, même si trois navires néerlandais sont passés dans la région cette année-là: le Waekende Boey commandé par le capitaine S. Volckertszoon, l'Elburg commandé par le capitaine J. Peereboom et l'Emeloort par le capitaine A. Joncke. Toutefois, l'île était décrite succinctement sur les cartes du  «Southland», publiées après que Willem de Vlamingh ait visité la région en 1697. 
Jacques Félix Emmanuel, baron Hamelin était le capitaine du 'Naturaliste, l'un des trois navires français qui s'est rendu dans la région entre 1801 et 1803. Il avait nommé l'île "Ile Buache" d'après Jean Nicolas Buache, un cartographe de marine à Paris. L'île a été rebaptisée "Garden Island" en 1827 par le capitaine James Stirling, qui "a cultivé un jardin et a relâché une vache, deux brebis et trois chèvres dans une zone de pâturage avec une bonne alimentation en eau". On a souvent répété que Stirling avait choisi le nom de "Garden Island" pour l'île car il y avait créé un jardin, mais Statham-Drew (2003) note qu'il a utilisé le nom avant de créer le jardin. Il a fait valoir qu'il avait nommé l'île ainsi parce que la région de Cockburn Sound rappelle l'île de Wight au large de Portsmouth, plus connue localement à l'époque sous le nom de "Garden Isle". 
Stirling est retourné dans la région en 1829, réclamant Garden Island dans le cadre des 405 kilomètres carrés qui lui revenaient en toute propriété plus tout le bétail restant de sa précédente visite. Le premier peuplement de 450 personnes a été nommé Sulphur Town (Ville de soufre). Sulphur Bay et Careening Bay ont été d'importants points de mouillage et de débarquement pour les navires jusqu'en 1897 lorsque le port de Fremantle fut achevé. 
En 1907, Peet & Co a fait des lotissements au niveau de Carenage Bay. Après la Première Guerre mondiale, l'île est devenue une destination de vacances avec des chalets en bois érigés le long de la baie. Au cours de la Seconde Guerre mondiale, des canons ont été installés sur Garden Island. Ils faisaient partie du système de défense côtière pour protéger les installations du port de Fremantle. Le commando Z fut installé et formé là pour organiser des raids clandestins contre les Japonais. Après la guerre, l'île est redevenue une destination de vacances et le siège de la flotte de Réserve de la marine australienne.

## Actuellement
L'île abrite la base navale de Stirling